# 만티네이아

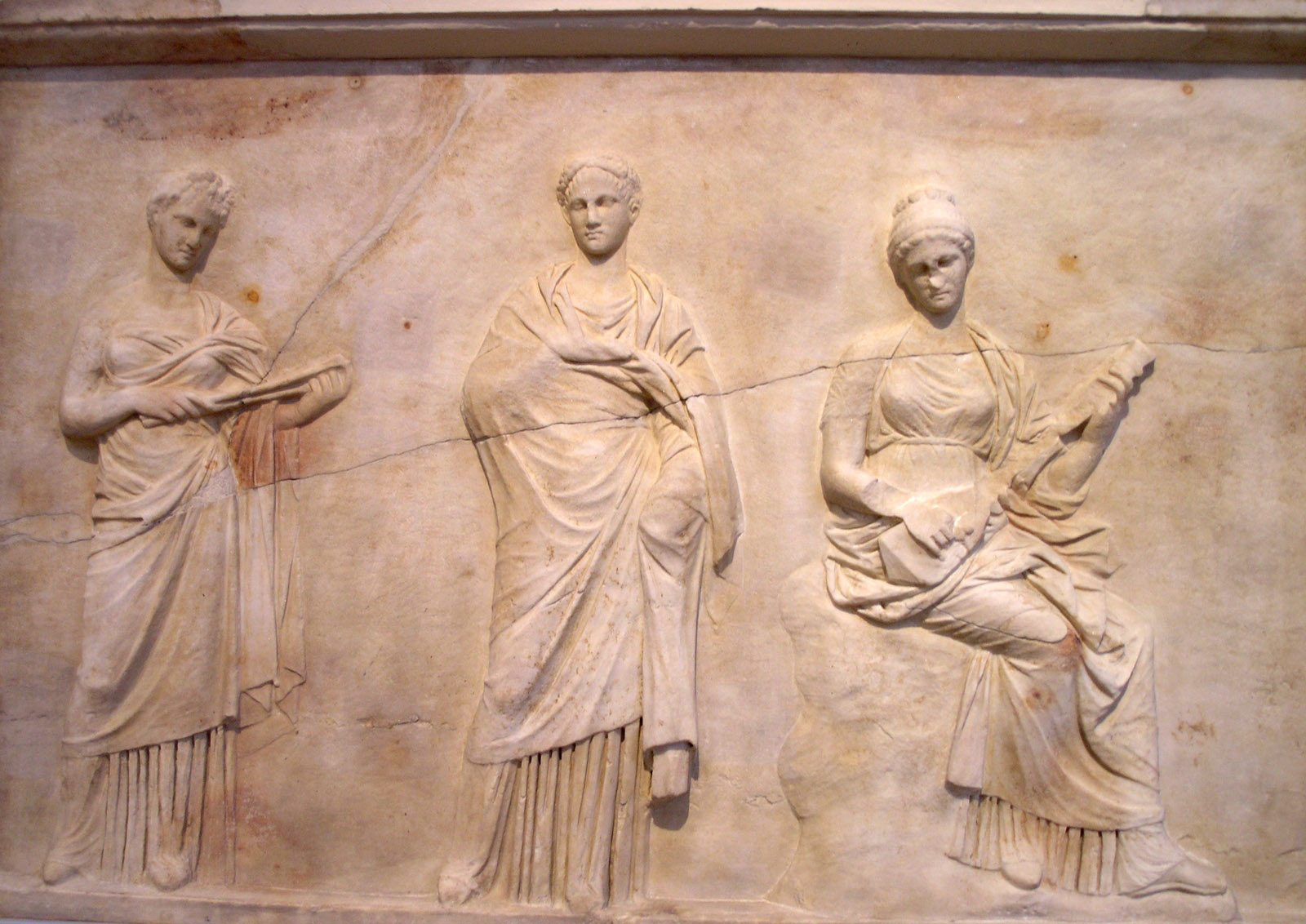

만티네이아(Mantineia 또는 Mantinea)는 고전기 그리스 역사에서 중요한 두 전투가 벌어진 고대 그리스 아르카디아의 도시였다.
현대에서는 그리스 펠로폰네소스 주 아르카디아 현 이전의 현 수도였다. 2011년부터 지방 정부 개혁으로 트리폴리의 일부가 되었다. 그 자리에는 현재 2011년 기준으로 인구 486명의 네스타니 마을이 자리해 있다. 위치는 아르카디아 북동쪽에 위치해 있고, 현 단위로 205.393 km2의 면적이며, 거주민들의 인구는 2,114명이다. 가장 큰 읍으로는 아르테미시오, 로우카스, 카프사스가 있다.

## 역사
포세이돈은 만티네이아의 수호신이었다.
기원전 418년, 〈제1차 만티네이아 전투〉는 펠로폰네소스 전쟁 사상 가장 대규모의 육전이었다. 한 쪽은 스파르타와 그 동맹이, 다른 한쪽은 아테네와 그 동맹이 스파르타에 반란을 일으킨 도시 국가들과 대척을 이후었다. 아테네의 장군 라케스가 전사한 이후, 전투는 스파르타의 사기가 올라 아테네와 동맹군의 완패로 이어졌다.
만티네이아는 펠로폰네소스 동맹의 한 축이었지만, 펠로폰네소스 전쟁 동안, 도시는 아테네 측에 합류했다. 전쟁이 끝나자 펠로폰네소스 동맹에 다시 강제적으로 합류하게 되었다. 이후, 스파르타는 안탈키다스의 평화(Peace of Antalcidas)를 만티네이아를 침략하는 구실로 사용했다. 침공에 대한 대응으로, 만티네이아 사람들은 도시에서 친 스파르타 인사를 추방했다. 스파르타가 코린토스 전쟁 말기에 만티네이아를 물리친 이후 만티네이아는 단일 도시로 재편되었다.
기원전 362년에 발발한 〈제2차 만티네이아 전투〉는 ‘테바이 헤게모니’의 몰락을 가져 왔다. 그 전투에서 아테네와 스파르타는 동맹을 맺었다. 테바이는 전투에서는 승리했지만, 가장 위대한 장군인 에파메이논다스가 그 전투에서 사망했다.
마케도니아의 왕 안티고노스 3세 도슨은 도시 이름을 안티고니아(Antigonia)로 개명했지만, 만티네이아라는 이름은 하드리아누스에 의해 복원되었다.
현대 만티네이아는 아르카디아 현에 있는 트리폴리 도시 주변 지역이며, 오래된 이름을 따서 명명되었다. 또한 이 지역에서 전통적으로 재배된 모스코필레로 포도로 만든 그리스 뱅 그히 와인의 원산지 보호 표시 이름이기도 하다. 만티네이아가 차지하고 있던 자리에는 인구의 20%가 살고 있는 네스타니가 있다.
산맥은 뤼르케이아 산맥뿐만 아니라 남서쪽으로 마이날로 산맥을 포함한 계곡을 둘러싸고 있다. 계곡에는 포도원, 감자와 밀 농장뿐만 아니라 다른 작물로 구성되어 있으며 지자체의 약 절반을 차지한다. 20세기 중반에 만티네이아를 강타한 몇 차례의 홍수는 호수를 형성하기 조차 하였으며 만티네이아를 황폐화시켰다. 숲이 산맥을 지배하며, 바위와 초원은 북동쪽 대부분을 덮고 있다.
기원전 4세기로 거슬러 올라가며, 현재 아테네 국립 고고학 박물관에 전시된 만티네이아 대리석은 아폴로와 마르시아스 사이의 신화적 대회를 묘사하고 있으며, 바위에 앉아 뮤즈에 의해 연주되는 그리스 판두라가 있다. 이것은 악기사를 연구하는 연구자들에게 매우 중요한 자료이다. 류트는 고대 그리스부터 존재해 왔다.

## 행정구역
만티네이아를 구성하는 지자체 단위는 아래와 같고 괄호 안은 구성 요소 마을이다.
- 아르테미시오 (Artemisio)
- 카프사스 (Kapsas)
- 로우카스 (Loukas, Milia)
- 네스타니 (네스타니, 밀리아, Gorgoepikoos Monastery)
- 피케르니스 (Pikernis)
- 사그카스 (Sagkas)
- 시미아데스 (Simiades, Neos Kardaras)

## 인구
| 년도 | 지자체 단위 |
| ---- | ----------- |
| 1991 | 3,628       |
| 2001 | 3,510       |
| 2011 | 2,114       |